# アンヌ・ダランソン
アンヌ・ダランソン（Anne d'Alençon, 1492年10月30日 - 1562年10月18日）は、イタリアのモンフェッラート侯グリエルモ9世の妃。イタリア語名アンナ・ダレンソン（Anna d'Alençon）。

## 生涯
ヴァロワ家の分家アランソン家の当主アランソン公ルネと、ヴォーデモン伯フェリー2世の娘でロレーヌ公ルネ2世の妹であるマルグリット・ド・ロレーヌの次女として生まれる。アンヌが誕生して2日後に父が死去した。
1501年にグリエルモと婚約し、1508年10月にブロワの聖ソヴール教会で結婚した。2人の間には3子が生まれた。
- マリーア（1509年 - 1530年）
- マルゲリータ（1510年 - 1566年）
- ボニファーチョ4世（1512年 - 1530年）

1517年、長女マリーアがマントヴァ侯フェデリーコ2世・ゴンザーガ（イザベラ・デステの子）と婚約した。この結婚はのちに、マリーアがフェデリーコの愛妾イザベッラ・ボスチェッティを毒殺しようとしたと夫に訴えられ、解消された。
1518年にグリエルモが没し、幼いボニファチオが侯位を継いだ。アンヌは、息子の突然の事故死（1530年）まで摂政を務めたが、新しい侯に亡夫の弟ジョヴァンニ・ジョルジオがカザーレ司教から還俗して即位したため引退した。
ボニファチオが死んだことで、再びフェデリーコはマリーアと結婚することを考え始めた。1530年にマリーアは若くして死んだため、その妹マルゲリータに結婚を申し込んだ。アンヌはゴンザーガ家と縁続きになることを重要視し、1531年にマルゲリータはフェデリーコと結婚した。
1533年、ジョヴァンニ・ジョルジオが庶出の男子を残したのみで死んだ。一侯国の継承問題にもかかわらず、ハプスブルク家、ゴンザーガ家、サルッツォ侯国、サヴォイア家がそれぞれ侯位を請求することになった。実質的には、モンフェッラート侯国はスペインの支配下に入った。1536年、神聖ローマ皇帝カール5世は、マルゲリータ・パレオロゴとその夫フェデリーコ2世ゴンザーガを侯国の支配者として認めた。このため、アンヌが娘夫婦の名代としてモンフェッラート侯国の実質的な支配者となった。1540年にフェデリーコがマルミローロで死に、7歳の息子フランチェスコがモンフェッラート侯位とマントヴァ公位を継いだ。マルゲリータ・パレオロゴは、夫の弟エルコレ・ゴンザーガ枢機卿とともに摂政となった。
アンヌは公の場から引退すると、カザーレ・モンフェッラート（現在のイタリア、ピエモンテ州の町）の彼女の宮殿に隣接した、ドミニコ会派である「シエナのカタリーナ姉妹修道院」に入った。

## アランソン家の遺産相続
1525年、アランソン公シャルル4世が早世した。シャルル4世と妻マルグリット・ド・ヴァロワ（フランス王フランソワ1世の姉、再婚してアンリ4世の母ジャンヌ・ダルブレをもうける）との間には子がなかったため、私的財産がシャルルの妹たち、アンヌと姉フランソワーズ（アンリ4世の祖父ヴァンドーム公シャルルの妻）に残された。アンヌは、このアランソン家の遺産を孫娘イザベッラ・ゴンザーガ（マルゲリータとフェデリーコの長女）に相続させた。イザベッラがのちにこの相続を放棄したため、マルゲリータは三男ルドヴィーコ（のちにヌヴェール公となり、ゴンザーガ＝ヌヴェール家の祖となる）に引き継がせた。